# Lydenburg
Lydenburg (signifie "ville des souffrances" en afrikaans) est une ville d'Afrique du Sud, située dans le Transvaal dans la province de Mpumalanga. Lydenburg fut également la capitale de la République sud-africaine de Lydenburg ("De Republiek Lydenburg in Zuid Afrika") de 1856 à 1860. 

## Géographie
La ville est située sur la route principale entre Pretoria (à 290 km) et le Parc national Kruger, près de la rivière Olifants et du col de Long Tom. 
Cette ville agricole est aussi un centre minier important du Transvaal. Les deux townships de Mashishing (Marambane) et Kellysville sont situés à l'ouest de la ville, sur l'autre rive de la rivière Dorps.

## Historique

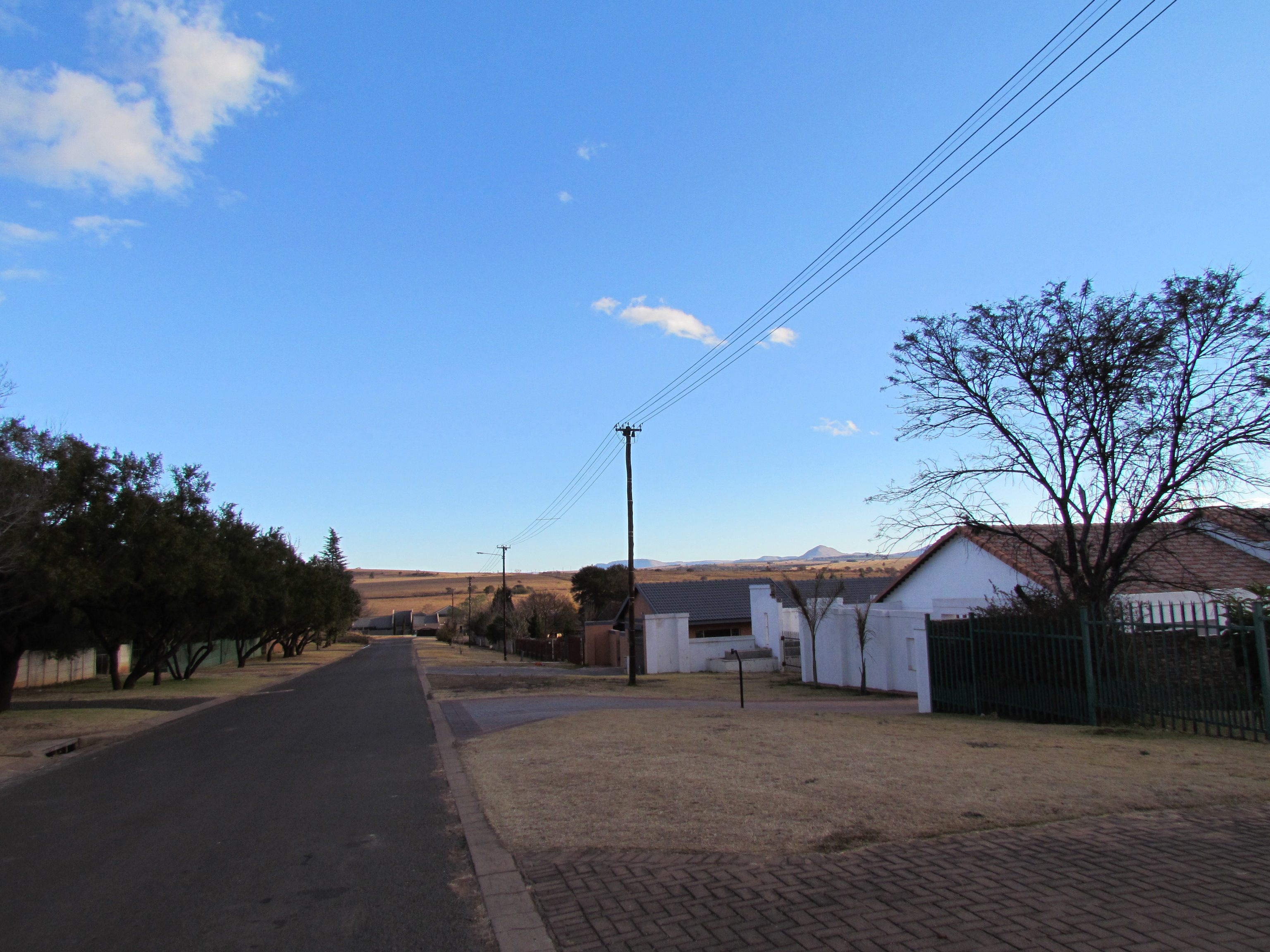
Une rue de Lydenburg.

Lydenburg fut fondée en 1849 par un groupe de voortrekkers commandé par Andries Hendrik Potgieter. Ceux-ci avaient dû abandonner Ohrigstad à la suite d'une épidémie de paludisme. 
En 1856, Lydenburg devint la capitale de la République sud-africaine de Lydenburg ("De Republiek Lydenburg in Zuid Afrika"). 
En 1857, la petite république s'allia avec la République d'Utrecht pour défendre leur indépendance. 
En 1860, elles intégrèrent finalement la République sud-africaine du Transvaal (Zuid Afrikaanse Republiek - ZAR).
Lydenburg prit de l'importance, étant située entre Pretoria et la baie de Delagoa. En 1871, une route fut d'ailleurs construite et en 1874, la voie était définitivement ouverte. 
Le 6 février 1873, de l'or en alluvion fut découvert précipitant la renommée de la ville. 
La ville est assiégée durant la première Guerre des Boers en 1881 et sert de garnison aux Britanniques de septembre 1900 à mai 1902 durant la seconde guerre des Boers. 
En 1910, le chemin de fer ralliait Lydenburg et en 1927, la ville devint une municipalité. 
En 2006, Pallo Jordan valida le changement administratif du nom de la ville en Mashishing, en dépit d'une longue et vigoureuse polémique avec la communauté afrikaner et les accusations générales de racisme dont se plaint de plus en plus cette minorité.

## Administration
Depuis 2000, Lydenburg et les townships de Kellysville et Mashishing sont intégrés à la municipalité de Thaba Cheweu dirigée depuis 2006 par Clara Ndlovu (ANC).

## Tourisme
- Réserve naturelle Gustav Klingbiel (2200 hectares)
- Musée de Lydenburg
- Chutes de Lydenburg, à 16 km au nord-est de Lyndenburg
- Le pont de Steenkamp (1897) sur la R36 à 11 km au nord de Lydenburg
- Le mémorial à Jock of the Bushveld à Krugersport, un chien dont les aventures furent immortalisés dans les livres de Percy Fitzpatrick,
- Les tombes de Voortrekkers morts de paludisme entre 1846 et 1849, sur la R555 près de Ohrigstad, où un mémorial fut érigé en 1938
- Col du Long Tom